# Molièras e Cavalhac
Molièras e Cavalhac (en francès Molières-Cavaillac) és un municipi francès situat al departament del Gard i a la regió d'Occitània.